# Damalis carapacina
Damalis carapacina là một loài ruồi trong họ Asilidae. Damalis carapacina được Oldroyd miêu tả năm 1972. Loài này phân bố ở miền Ấn Độ - Mã Lai.